# Алијано
Алијано (итал. Aliano) је насеље у Италији у округу Матера, региону Базиликата.
Према процени из 2011. у насељу је живело 761 становника. Насеље се налази на надморској висини од 543 м.

## Становништво
Према резултатима пописа становништва 2011. у општини је живело 1.082 становника.
| 1931. | 1936. | 1951. | 1961. | 1971. | 1981. | 1991. | 2001. | 2011. |
| ----- | ----- | ----- | ----- | ----- | ----- | ----- | ----- | ----- |
| 1.729 | 1.964 | 2.288 | 2.188 | 1.824 | 1.706 | 1.495 | 1.284 | 1.082 |